# Pycnomma semisquamatum
Pycnomma semisquamatum é uma espécie de peixe da família Gobiidae e da ordem Perciformes.

## Morfologia
- Os machos podem atingir 6,3 cm de comprimento total.[4][5]

## Habitat
É um peixe marítimo, de clima tropical e associado aos recifes de coral que vive entre 2–20 m de profundidade.

## Distribuição geográfica
É encontrado no Golfo da Califórnia.

## Observações
É inofensivo para os humanos.